# واین گروو (کنتاکی)
واین گروو (به انگلیسی: Vine Grove) شهری در ایالت کنتاکی کشور ایالات متحده آمریکا است که جمعیت آن در سرشماری سال ۲۰۱۰ میلادی، ۴٬۵۲۰ نفر بوده‌است.